# Halltorp
Halltorp är en tätort i södra delen av Kalmar kommun, i Halltorps socken. I östra delen av tätorten nära Halltorpsån ligger Halltorps kyrka.

## Befolkningsutveckling
| Befolkningsutvecklingen i Halltorp 1960–2020 | Befolkningsutvecklingen i Halltorp 1960–2020 | Befolkningsutvecklingen i Halltorp 1960–2020 | Befolkningsutvecklingen i Halltorp 1960–2020 | Befolkningsutvecklingen i Halltorp 1960–2020 |
| -------------------------------------------- | -------------------------------------------- | -------------------------------------------- | -------------------------------------------- | -------------------------------------------- |
|                                              |                                              |                                              |                                              |                                              |
| År                                           |                                              |                                              | Folkmängd                                    | Areal (ha)                                   |
| 1960                                         | 1960                                         |                                              | 276                                          |                                              |
| 1965                                         | 1965                                         |                                              | 277                                          |                                              |
| 1970                                         | 1970                                         |                                              | 281                                          |                                              |
| 1975                                         | 1975                                         |                                              | 264                                          |                                              |
| 1980                                         | 1980                                         |                                              | 313                                          |                                              |
| 1990                                         | 1990                                         |                                              | 291                                          | 62                                           |
| 1995                                         | 1995                                         |                                              | 270                                          | 62                                           |
| 2000                                         | 2000                                         |                                              | 307                                          | 62                                           |
| 2005                                         | 2005                                         |                                              | 292                                          | 62                                           |
| 2010                                         | 2010                                         |                                              | 266                                          | 62                                           |
| 2015                                         | 2015                                         |                                              | 286                                          | 69                                           |
| 2020                                         | 2020                                         |                                              | 274                                          | 69                                           |
|                                              |                                              |                                              |                                              |                                              |